# Rahima Moosa
Rahima Moosa (née le 14 octobre 1922 à Die Strand en Afrique du Sud et morte en mai 1993) est une syndicaliste, membre notamment de l'Union des travailleurs de l’industrie alimentaire et de la conserve du Cap, ainsi qu'une femme politique, membre du Parti communiste d'Afrique du Sud, du Congrès indien sud-africain puis du congrès national africain (ANC). 
Elle est en particulier reconnue pour son rôle dans l’organisation et l’animation de la Marche des femmes en 1956.

## Biographie
Rahima Moosa est née le 14 octobre 1922 au Strand, un port de pêche situé près du Cap au sein d'une famille d'origine indienne. Élevée avec sa sœur jumelle, Fatima, dans un milieu islamique libéral, le père est un admirateur de Gandhi. Elle fréquente l'école secondaire Trafalgar dans le district 6, mais est amenée à quitter le cursus scolaire assez vite,. 
Elle commence à travailler à l'âge de 18 ans chez Fattis and Monis et participe à la syndicalisation de ses collègues au sein de l'Union des travailleurs de l'agroalimentaire et de la conserve du Cap (Cape Town Food and Canning Worker’s Union) dont elle devient le délégué syndical en 1943. Elle attire l'attention de Ray Alexander Simons, alors présidente du syndicat, et est élue secrétaire de la branche syndicale. Elle rejoint aussi le Parti communiste d'Afrique du Sud. Elle y apporte sa connaissance du sort des femmes africaines en usine. 
Son mariage avec Hassen "Ike" Mohamed Mooosa la conduit à Johannesbourg. Avec lui, elle rejoint le Congrès indien sud-africain (South African Indian Congress ou SAIC,  en anglais). Le couple participe notamment aux campagnes de résistance passive qui surviennent de 1946 à 1948, pour protester contre les discriminations, en particulier une loi restreignant la propriété foncière indienne et un système de franchise électorale parlementaire qui donne à cette communauté d'origine indienne une représentation inférieure à celle des blancs d'Afrique du Sud. Dix ans plus tard, ils jouent un rôle significatif lors du Congrès du peuple de 1955, réunissant 3 000 délégués des principales formations anti-apartheid, réunies au sein de l'Alliance du Congrès, et adoptant la Charte de la liberté. 
Dans les mois qui suivent, Rahima Moosa, Sophia Williams-De Bruyn, Helen Joseph et Lillian Ngoyi, quatre femmes d’origines raciales différentes, jouent un rôle déterminant dans l’organisation de la Marche des femmes en août 1956, contre l’obligation de laissez-passer, comme le rappelle la plaque commémorative apposée sur l’ancienne demeure de Rahima Moosa. Cette démonstration, faisant suite à des marches dans tout le pays, frappe les esprits mais est aussi une des dernières manifestations publiques d’ampleur, la répression policière et judiciaire s’amplifiant ensuite à mesure que la législation pro-apartheid se met en place. Les protestations vont devenir plus souterraines, plus segmentées et plus clandestines, tout en prenant une dimension internationale.
Au début des années 1960, le gouvernement inscrit le nom de Rahima Moosa sur la liste des personnes à surveiller. En 1970, elle est victime d'une crise cardiaque, causée par son diabète. Son état de santé dès lors se détériore.
Elle meurt le 26 mai 1993, un an avant les première élections sud-africaines non raciales au suffrage universel. Son mari et ses enfants restent actifs au Congrès national africain après sa mort.